# Pentaquark
Um pentaquark é uma partícula subatômica consistindo de um grupo de cinco quarks (comparados aos três quarks em bárions normais e dois nos mésons), ou mais especificamente por quatro quarks e um anti-quark (aqui ele tem número bariônico 1) e é representado por Θ. Ele tem consequentemente sido tratado numa nova classificação de partículas, chamada bárions exóticos. Diversos experimentos desde 2003 tem sido afirmados como revelando um pentaquark com uma massa de aproximadamente 1540 MeV, presumivelmente composto de dois quarks acima (up), dois quarks abaixo (down) e um quark anti-estranho (anti-strange ) (uudds). Esta é a mínima composição de quarks de um objeto com número bariônico 1, e estranheza positiva.
Estes cinco quarks não são, entretanto, quarks ordinários constituintes no modelo que prediz a existência do pentaquark. O ‘quarto’ quark é visto como uma densidade de estados mais alta no mar de Dirac com energia negativa, enquanto o antiquark é uma densidade de estados mais baixa com energia positiva. Isto não dispende tanta energia quanto a criação da excitação da partícula furo, consequentemente o pentaquark é mais leve do que os 2 GeV assim é previsto por outros modelos de quark constituintes.

## História
Tal como o bóson de Higgs, antes dele, a existência do pentaquark foi teorizada por anos, mas as experiências nos primeiros anos da década de 2000 alegando terem detectado a forma exótica de matéria foram posteriormente invalidadas. A comunidade científica não via sua existência como provável em 2006 e em 2008 passou a considerar haver evidências suficientes para negar a existência dos pentaquarks. Entretanto, em 2015,  a existência de uma partícula formada por quatro quarks e um antiquark foi finalmente detectada no grande acelerador de partículas LHC.